# 山中武司
山中 武司（やまなか たけし、1971年1月30日 - ）は、北海道苫小牧市出身の元アイスホッケー選手、指導者。現役時代のポジションはディフェンダー。右利き。
妻の宏美（旧姓：山本）は元スピードスケート選手で、1994年リレハンメルオリンピック・女子5000mの銅メダリスト。

## 経歴
兄たちの影響を受けてアイスホッケーを始め、苫小牧南高校在学中の1987年アジア・オセアニアジュニア大会準優勝を経験。
卒業後、王子製紙に入社し、アイスホッケー部に所属。主将も務め全日本選手権5連覇などに貢献。
日本代表としても1996年、1997年アイスホッケー世界選手権、長野オリンピックなどに出場した。
2002年に現役を引退し、会社に残り苫小牧工場に勤務する一方で苫小牧明倫中学校などで指導に当たった。
2007-2008シーズンは王子イーグルスのコーチに就任、チームも14シーズンぶりに優勝を果たした。
2010-2011年より王子イーグルスの監督に就任した。
2010-2011シーズンはレギュラーシーズン1位、2011-2012年シーズンもレギュラーシーズン1位、プレーオフでも6勝1敗の成績で4年ぶりの優勝を果たした。
2014年、王子監督を退任。
2016年7月よりアイスホッケー女子日本代表監督に就任した。
2024年4月16日にイタリアのボルツァーノで開催された2024 IIHF 男子世界選手権 ディビジョンI グループAのアイスホッケー男子日本代表のヘッドコーチを務めた。

## 詳細情報

### 代表歴
- 1998年長野オリンピックアイスホッケー男子日本代表

### コーチ歴
- 2024 IIHF 男子世界選手権 ディビジョンI グループA 日本代表